# Emil Stepanek
Emil Stepanek est né le 21 février 1895 à Vienne, Autriche-Hongrie et est mort le 12 avril 1945  à Vienne, Reich allemand. C'était un décorateur autrichien de cinéma et de théâtre.

## Biographie
Après la fin de la Première Guerre mondiale (où il a servi de 1916 à 1918), il travailla avec des décorateurs renommés (Julius von Borsody, Artur Berger, Alexander Ferenczy), notamment dans les productions de la Sascha-Film réalisées par Alexander Korda ou Mihály Kertész tels que Sodome et Gomorrhe (1922) ou L'Esclave reine (1924).
Emil Stepanek poursuivit la décoration jusqu'en 1936, avant de s'orienter vers la production de films. En 1944, il occupa un poste de direction dans les Rosenhügel Film Studios (en).

## Filmographie
- 1922 : Die Tragödie eines verschollenen Fürstensohnes d'Alexander Korda
- 1924 : L'Esclave reine de Mihály Kertész
- 1929 : Revolution der Jugend de Conrad Wiene
- 1929 : La Femme à la croix de Guido Brignone
- 1929 : Palace de luxe de Géza von Bolváry
- 1933 : Gardez le sourire de Paul Fejos
- 1933 : Madame ne veut pas d'enfants de Hans Steinhoff